# (1596) Itzigsohn
(1596) Itzigsohn es un asteroide que forma parte del cinturón de asteroides y fue descubierto el 8 de marzo de 1951 por Miguel Itzigsohn desde el Observatorio Astronómico de La Plata, Argentina.

## Designación y nombre
Itzigsohn se designó inicialmente como 1951 EV.
Más adelante fue nombrado así en honor del descubridor.

## Características orbitales
Itzigsohn está situado a una distancia media de 2,89 ua del Sol, pudiendo alejarse hasta 3,266 ua. Tiene una inclinación orbital de 13,28° y una excentricidad de 0,1301. Emplea en completar una órbita alrededor del Sol 1795 días.